# کارماچ
کارماچ (به مجاری:  Karmacs) یک شهرداری در مجارستان است که در ناحیه کست‌هی واقع شده‌است. کارماچ ۱۴٫۲۲ کیلومتر مربع مساحت و ۷۸۳ نفر جمعیت دارد.